# Theodore Richards
Theodore William Richards (Germantown, Pensilvania; 31 de enero de 1868-Cambridge, Massachusetts; 2 de abril de 1928) fue un químico y profesor universitario estadounidense galardonado con el Premio Nobel de Química de 1914 en reconocimiento a su trabajo para determinar el peso atómico exacto de más de 25 elementos químicos.

## Biografía
Theodore Richards nació en Germantown, Filadelfia, Pensilvania. Sus padres fueron William Trost Richards, un pintor de paisajes, y Anna Matlack, una poetisa. Richards recibió la mayor parte de su educación preuniversitaria de su madre. Durante la estancia de un verano en Newport, Rhode Island, Richards se reunió el profesor Josías Parsons Cooke de Harvard, quien mostró al joven los anillos de Saturno a través de un pequeño telescopio. Años más tarde Cooke y Richards trabajarían juntos en el laboratorio de Cooke.
A partir de 1878, la familia Richards pasó dos años en Europa, principalmente en Inglaterra, donde los intereses científicos Theodore Richards se hicieron más fuertes. Tras el regreso de la familia a los Estados Unidos, entró en Haverford College, Pensilvania, en 1883 a la edad de 14, obteniendo una licenciatura en ciencias en 1885. A continuación, se matriculó en la Universidad de Harvard y recibió una licenciatura en artes en 1886, ya más preparación para los estudios de postgrado.
Richards continuó en la Universidad de Harvard, teniendo como su tema de tesis la determinación del peso atómico de oxígeno en relación con hidrógeno. Su asesor doctoral fue Josías Parsons Cooke. Tras un año de trabajo posdoctoral en Alemania, donde estudió con Víctor Meyer y otros, Richards regresó a Harvard como asistente en la química, a continuación, instructor, profesor asistente y profesor finalmente completo en 1901. En 1903 fue elegido presidente de la Departamento de Química de la Universidad de Harvard y en 1912 fue nombrado Erving Profesor de Química y director del nuevo Wolcott Gibbs Laboratorio Conmemorativo.
En 1896, Richards se casó con Miriam Stuart Thayer. La pareja tuvo una hija, Grace Thayer (que se casó con James Bryant Conant), y dos hijos, Greenough Thayer y William Theodore. Ambos hijos se suicidaron.
Richards mantenía intereses en el arte y la música. Entre sus recreaciones fueron esbozando, golf y vela. Murió en Cambridge, Massachusetts, el 2 de abril de 1928, a los 60 años de edad. De acuerdo con uno de sus descendientes, Richards sufrió "problemas respiratorios crónicos y una depresión prolongada."
Richards profesaba la religión cuáquera.

## Investigaciones científicas
En 1914 fue galardonado con el Premio Nobel de Química por sus trabajos para la determinación de los pesos atómicos de más de veinticinco elementos con cuatro cifras decimales, ascendiendo a 55 las determinaciones realizadas por Richards y sus alumnos hasta 1932. En 1914 descubrió un isótopo del plomo, acreditándose, de esta forma, como uno de los pioneros de la isotopía.
Formó parte de la Comisión Internacional de Pesos Atómicos. Realizó también notables trabajos en los campos de la termoquímica, la electroquímica, la termometría y la calorimetría, así como sobre la dilatación y compresión de los gases. El profesor Richards recibió diversos honores y doctorados honoris causa alrededor de todo el mundo.
Muchos de sus trabajos fueron publicados en los Proceedings de la Academia Americana de Artes y Ciencias, que presidió entre 1919 y 1921.
Como diseñador de instrumentos de laboratorio, ideó el nefelómetro y el calorímetro adiabático.

## Eponimia
- El cráter lunar Richards lleva este nombre en su memoria.[9]